# Елизавета Баварская (герцогиня Австрии)
Елизавета Баварская (нем. Elisabeth von Bayern; 1306, Бавария — 25 марта 1330) — дочь герцога Баварии Стефана I, супруга австрийского герцога Оттона

## Биография
Елизавета Баварская родилась предположительно в 1306 году в семье баварского герцога Стефана I и его супруги, Ютты Свидницкой. Почти никакой доподлинной информации о ранней жизни и детстве баварской принцессы неизвестно. 
13 мая 1325 года вышла замуж за  Оттона, принца Австрии и Штирии, который был приблизительно на 17 лет её старше. Впоследствии, 13 января 1330 года он стал герцогом Австрии и Штирии. В тот момент она стала герцогиней и носила титул совместно с графиней Пфирта Иоганной, которая была супругою соправителя Оттона Альбрехта II.
У них было два сына Фридрих и Леопольд, умершие в юности. Вероятно, что причиной их смерти стало отравление.